# Hradec nad Svitavou (przystanek kolejowy)
Hradec nad Svitavou – przystanek kolejowy w Hradcu nad Svitavou, w kraju pardubickim, w Czechach. Znajduje się na wysokości 430 m n.p.m.
Na przystanku nie ma możliwości zakupu biletu, a obsługa podróżnych odbywa się w pociągu.

## Linie kolejowe
- 260 Česká Třebová - Brno